# Tour della nazionale maschile di rugby a 15 della Nuova Zelanda 1972
Nel 1972 gli All Blacks compiono un tour all'interno della Nuova Zelanda, sfidando per lo più selezioni provinciali

## Risultati
| Wellington (Nuova Zelanda) 13 maggio 1972 | New Zealand Juniors | 9 – 25 | Nuova Zelanda XV | (Athletic Park) |

| Blenheim (Nuova Zelanda) 16 maggio 1972 | Marlborough | 10 – 59 | Nuova Zelanda XV | Lansdowne Park |

| Ashburton 18 maggio 1972 | Mid-Canterbury | 7 – 52 | Nuova Zelanda XV | (Showgrounds) |

| Invercargill 20 maggio 1972 | Southland | 9 – 30 | Nuova Zelanda XV | Rugby Park |

| Wanganui 23 maggio 1972 | Wanganui | 21 – 39 | Nuova Zelanda XV | Spriggens Park |

| Pukekohe 25 maggio 1972 | Counties | 8 – 42 | Nuova Zelanda XV | Pukekohe Stadium |

| Whangarei 27 maggio 1972 | North Auckland | 15 – 33 | Nuova Zelanda XV | Okara Park |

| Distretto di Masterton 31 maggio 1972 | Wairarapa-Bush | 0 – 38 | Nuova Zelanda XV | Solway Park |

| Palmerston North 3 giugno 1972 | Manawatu | 9 – 37 | Nuova Zelanda XV | (Showgrounds) |